# 日本駐華大使館
日本國駐中華人民共和國大使館（日语：在中華人民共和国日本国大使館），簡稱日本駐華大使館，是日本在中華人民共和國的最高外交代表機構，位於北京市朝陽區內的亮馬橋東街1號。本使館在1972年中日建交後，於1973年1月正式開館，領事轄區包括北京市、天津市、陝西省、山西省、甘肅省、河南省、河北省、湖北省、湖南省、青海省、新疆維吾爾自治區、寧夏回族自治區、西藏自治區及內蒙古自治區。

## 馆舍

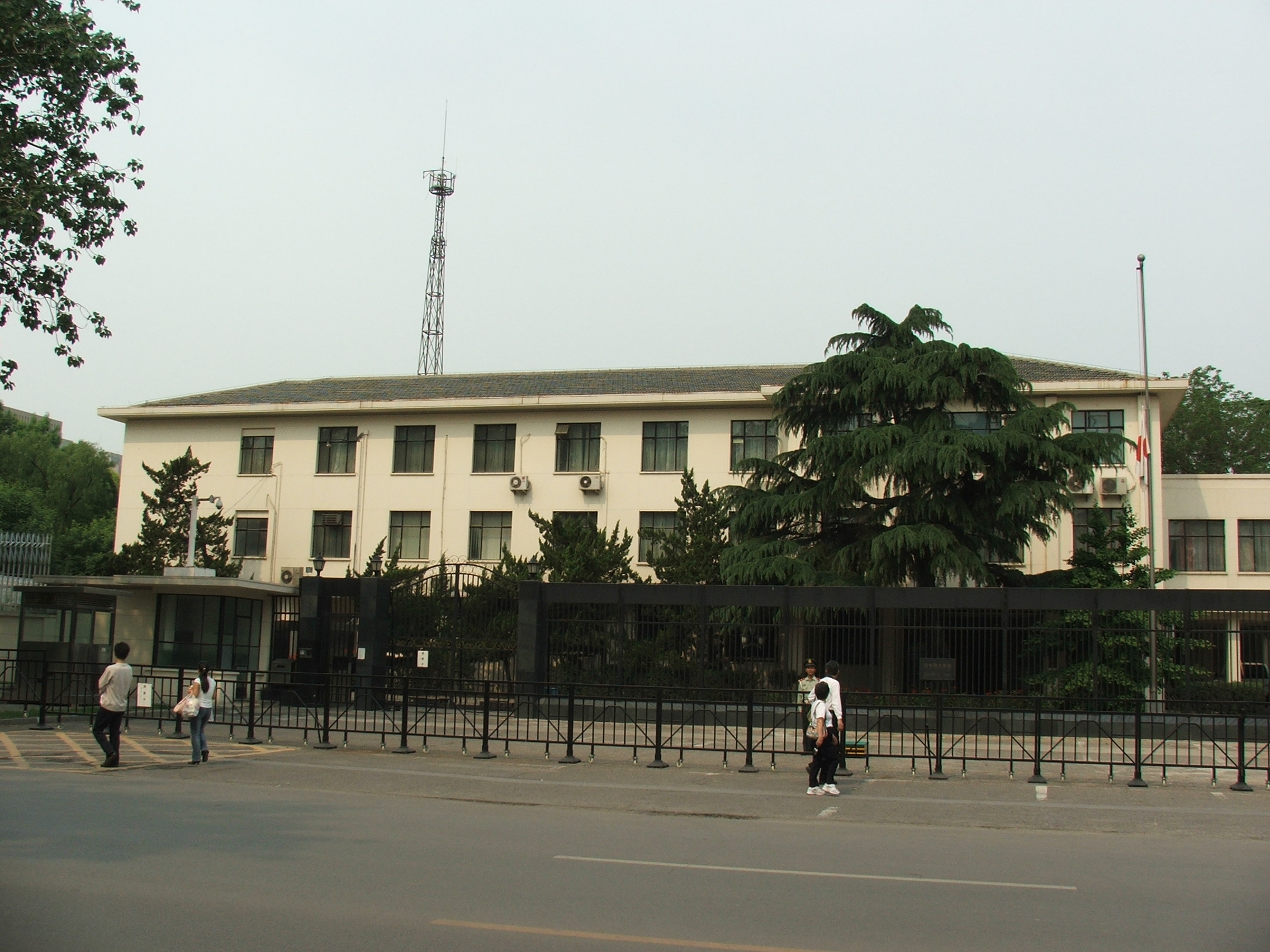
原位于日坛路的旧使馆

位于亮马桥东街1号的现有馆舍共有地上6层、地下1层，于2006年9月24日开工，2011年8月建成，2012年3月17日启用，原日坛路7号馆舍则于2012年2月24日关闭。

## 外部鏈接
- 官方网站
- 日本駐華大使館的新浪微博
- 日本駐華大使館的哔哩哔哩个人空间
- 日本駐華大使館的X（前Twitter）